# Marcel Sabitzer
Marcel Sabitzer (sinh ngày 17 tháng 3 năm 1994) là một cầu thủ bóng đá chuyên nghiệp người Áo hiện đang thi đấu cho câu lạc bộ Bundesliga Borussia Dortmund và đội tuyển bóng đá quốc gia Áo. Là một cầu thủ đa năng với vị trí sở trường là tiền vệ trung tâm, anh cũng có thể thi đấu tốt ở cả vị trí tiền vệ tấn công lẫn tiền đạo.
Sabitzer bắt đầu sự nghiệp chuyên nghiệp của mình ở Áo với Admira Wacker và Rapid Wien. Anh gia nhập câu lạc bộ Đức RB Leipzig vào năm 2014 và ngay lập tức được cho Red Bull Salzburg mượn trong một mùa giải. Sabitzer đã có hơn 200 lần ra sân cho RB Leipzig, trước khi Bayern Munich ký hợp đồng với anh vào tháng 8 năm 2021 với mức phí chuyển nhượng được báo cáo là 16 triệu euro.
Sabitzer đại diện cho Áo ở nhiều cấp độ trẻ quốc tế và ra mắt đội tuyển quốc tế chuyên nghiệp ở tuổi 18 vào tháng 6 năm 2012. Anh đã có hơn 70 lần khoác áo Áo và đại diện cho đất nước của mình tham dự ba kỳ UEFA Euro vào các năm 2016, 2020, và 2024.

## Sự nghiệp câu lạc bộ

### Sự nghiệp ban đầu
Sabitzer gia nhập học viện đào tạo trẻ của Admira Wacker vào tháng 7 năm 2009, trước đó đã chơi bóng đá trẻ cho Admira Villach, Grazer AK, 1. Wiener Neustädter SC và Austria Wien.
Vào tháng 1 năm 2013, Sabitzer gia nhập Rapid Wien theo hợp đồng có thời hạn đến mùa hè năm 2016 với mức phí chuyển nhượng không được tiết lộ.

### RB Leipzig

#### 2014–2016
Vào ngày 30 tháng 5 năm 2014, Sabitzer đã ký hợp đồng bốn năm với RB Leipzig, và được cho mượn đến FC Red Bull Salzburg cho mùa giải 2014–15.
Sabitzer trở lại RB Leipzig trong mùa giải 2015–16, khi anh ghi 8 bàn sau 34 lần ra sân. Vào ngày 1 tháng 4 năm 2016, Sabitzer gia hạn hợp đồng đến năm 2021.

#### 2016–2021
Anh kết thúc mùa giải 2016–17 với 9 bàn thắng sau 33 lần ra sân. Trong mùa giải 2017–18, anh ghi 5 bàn sau 34 lần ra sân.
Tại UEFA Champions League 2019–20, Sabitzer đã ghi hai bàn thắng đầu tiên trong giải đấu ở các trận đối đầu trước Zenit Saint Petersburg. Vào ngày 10 tháng 3 năm 2020, anh ghi hai bàn trong trận thắng 3–0 trước Tottenham Hotspur ở vòng 16 đội Champions League, để giúp Leipzig giành chiến thắng chung cuộc 4–0 và một vị trí trong tứ kết giải đấu lần đầu tiên trong lịch sử câu lạc bộ. Leipzig cuối cùng thua 0–3 trước Paris Saint-Germain trong trận bán kết vào ngày 18 tháng 8, và bị loại khỏi giải đấu. Sabitzer đã kết thúc chiến dịch 2019–20 với 16 bàn thắng và 11 đường kiến tạo trên mọi đấu trường.

### Bayern Munich
Vào ngày 30 tháng 8 năm 2021, Sabitzer đã ký hợp đồng bốn năm với Bayern Munich với mức phí chuyển nhượng được báo cáo là 16 triệu €. Vào ngày 2 tháng 4 năm 2022, anh ghi bàn thắng đầu tiên trong chiến thắng 4–1 trước Freiburg.

#### Cho mượn đến Manchester United
Vào ngày 1 tháng 2 năm 2023, Sabitzer ký hợp đồng với Manchester United dưới dạng cho mượn đến hết mùa giải. Anh ra mắt ba ngày sau đó, vào sân thay người trong trận thắng Premier League 2022–23 trước Crystal Palace, giúp anh trở thành cầu thủ người Áo đầu tiên từng chơi cho câu lạc bộ. Vào ngày 26 tháng 2, Sabitzer thi đấu trong trận chung kết EFL Cup 2023, vào sân thay người trong chiến thắng 2–0 trước Newcastle United. Anh đã ghi bàn thắng đầu tiên cho câu lạc bộ tại trận tứ kết FA Cup 2022–23 với Fulham, kết thúc với tỷ số 3–1 cho United. Vào ngày 13 tháng 4, Sabitzer ghi một cú đúp trong trận hòa 2–2 trước Sevilla ở trận lượt đi vòng tứ kết UEFA Europa League 2022–23. Vào ngày 15 tháng 5, Manchester United thông báo rằng Sabitzer sẽ phải nghỉ thi đấu trong phần còn lại của mùa giải sau khi bị chấn thương sụn chêm. Vào ngày 30 tháng 6, Manchester United thông báo về sự ra đi của Sabitzer sau khi kết thúc hợp đồng cho mượn.

### Borussia Dortmund
Vào ngày 24 tháng 7 năm 2023, Sabitzer ký hợp đồng với Borussia Dortmund theo hợp đồng bốn năm.

## Sự nghiệp đội tuyển quốc gia

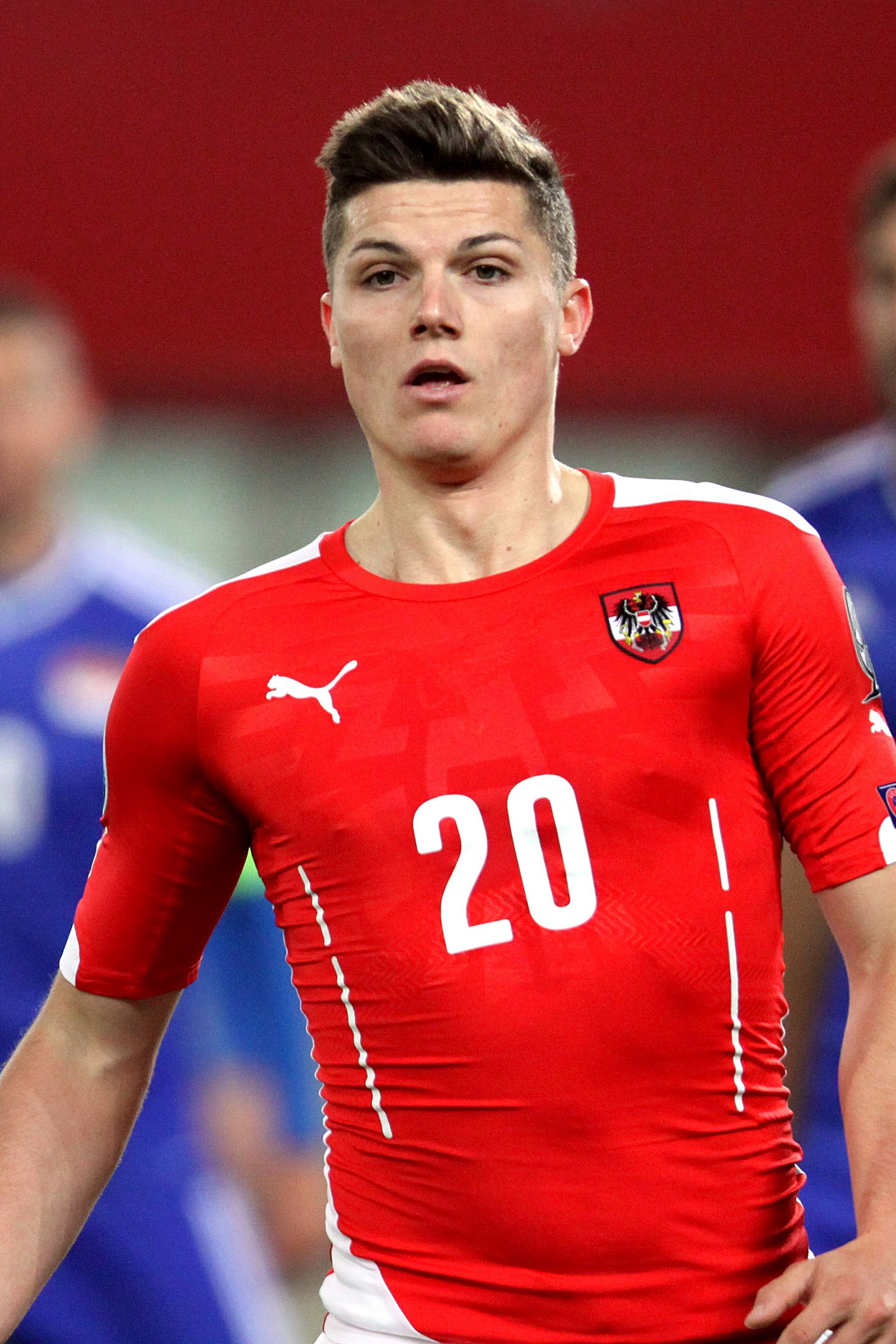
Sabitzer playing for Austria in 2015

Sabitzer thi đấu bóng đá quốc tế trẻ cho Áo ở các cấp độ U-16, U-17, U-18, U-19 và U-21.
Anh ra mắt quốc tế cấp cao cho Áo ở tuổi 18 vào ngày 5 tháng 6 năm 2012, trong trận giao hữu không bàn thắng trước România.
Anh đã đại diện cho đội tuyển quốc gia tại UEFA Euro 2016, và UEFA Euro 2020.

## Cuộc sống cá nhân
Anh ấy là con trai của cựu tuyển thủ Áo Herfried Sabitzer, và là em họ của cầu thủ bóng đá Thomas Sabitzer. Marcel Sabitzer có cô bạn gái tên là Katja Kuhne.

## Thống kê sự nghiệp

### Câu lạc bộ
Tính đến ngày 1 tháng 6 năm 2024.
| Câu lạc bộ               | Mùa giải            | Giải đấu            | Giải đấu | Giải đấu | Cúp quốc gia | Cúp quốc gia | Cúp liên đoàn | Cúp liên đoàn | Châu Âu | Châu Âu | Khác | Khác | Tổng cộng | Tổng cộng |
| Câu lạc bộ               | Mùa giải            | Hạng                | Trận     | Bàn      | Trận         | Bàn          | Trận          | Bàn           | Trận    | Bàn     | Trận | Bàn  | Trận      | Bàn       |
| ------------------------ | ------------------- | ------------------- | -------- | -------- | ------------ | ------------ | ------------- | ------------- | ------- | ------- | ---- | ---- | --------- | --------- |
| Admira Wacker Mödling    | 2010–11             | First League        | 8        | 2        | 0            | 0            | —             | —             | —       | —       | —    | —    | 8         | 2         |
| Admira Wacker Mödling    | 2011–12             | Austrian Bundesliga | 20       | 5        | 1            | 0            | —             | —             | —       | —       | —    | —    | 21        | 5         |
| Admira Wacker Mödling    | 2012–13             | Austrian Bundesliga | 17       | 4        | 2            | 0            | —             | —             | 4       | 0       | —    | —    | 23        | 4         |
| Admira Wacker Mödling    | Tổng cộng           | Tổng cộng           | 45       | 11       | 3            | 0            | —             | —             | 4       | 0       | —    | —    | 52        | 11        |
| Rapid Wien               | 2012–13             | Austrian Bundesliga | 16       | 3        | 1            | 0            | —             | —             | 0       | 0       | —    | —    | 17        | 3         |
| Rapid Wien               | 2013–14             | Austrian Bundesliga | 29       | 7        | 1            | 0            | —             | —             | 10      | 2       | —    | —    | 40        | 9         |
| Rapid Wien               | Tổng cộng           | Tổng cộng           | 45       | 10       | 2            | 0            | —             | —             | 10      | 2       | —    | —    | 57        | 12        |
| RB Leipzig               | 2014–15             | 2. Bundesliga       | 0        | 0        | 0            | 0            | —             | —             | —       | —       | —    | —    | 0         | 0         |
| RB Leipzig               | 2015–16             | 2. Bundesliga       | 32       | 8        | 2            | 0            | —             | —             | —       | —       | —    | —    | 34        | 8         |
| RB Leipzig               | 2016–17             | Bundesliga          | 32       | 8        | 1            | 1            | —             | —             | —       | —       | —    | —    | 33        | 9         |
| RB Leipzig               | 2017–18             | Bundesliga          | 22       | 3        | 2            | 2            | —             | —             | 10      | 0       | —    | —    | 34        | 5         |
| RB Leipzig               | 2018–19             | Bundesliga          | 30       | 4        | 5            | 0            | —             | —             | 8       | 1       | —    | —    | 43        | 5         |
| RB Leipzig               | 2019–20             | Bundesliga          | 32       | 9        | 3            | 3            | —             | —             | 9       | 4       | —    | —    | 44        | 16        |
| RB Leipzig               | 2020–21             | Bundesliga          | 27       | 8        | 5            | 1            | —             | —             | 7       | 0       | —    | —    | 39        | 9         |
| RB Leipzig               | 2021–22             | Bundesliga          | 2        | 0        | 0            | 0            | —             | —             | 0       | 0       | —    | —    | 2         | 0         |
| RB Leipzig               | Tổng cộng           | Tổng cộng           | 177      | 40       | 18           | 7            | —             | —             | 34      | 5       | —    | —    | 229       | 52        |
| Red Bull Salzburg (mượn) | 2014–15             | Austrian Bundesliga | 33       | 19       | 6            | 7            | —             | —             | 12      | 1       | —    | —    | 51        | 27        |
| Bayern Munich            | 2021–22             | Bundesliga          | 25       | 1        | 0            | 0            | —             | —             | 5       | 0       | 0    | 0    | 30        | 1         |
| Bayern Munich            | 2022–23             | Bundesliga          | 15       | 1        | 2            | 0            | —             | —             | 6       | 0       | 1    | 0    | 24        | 1         |
| Bayern Munich            | Tổng cộng           | Tổng cộng           | 40       | 2        | 2            | 0            | —             | —             | 11      | 0       | 1    | 0    | 54        | 2         |
| Manchester United (mượn) | 2022–23             | Premier League      | 11       | 0        | 3            | 1            | 1             | 0             | 3       | 2       | —    | —    | 18        | 3         |
| Borussia Dortmund        | 2023–24             | Bundesliga          | 25       | 4        | 3            | 1            | —             | —             | 12      | 1       | —    | —    | 40        | 6         |
| Tổng cộng sự nghiệp      | Tổng cộng sự nghiệp | Tổng cộng sự nghiệp | 376      | 86       | 37           | 16           | 1             | 0             | 87      | 11      | 1    | 0    | 501       | 113       |

### Đội tuyển quốc gia
Tính đến 2 tháng 7 năm 2024
| Đội tuyển quốc gia Áo | Đội tuyển quốc gia Áo | Đội tuyển quốc gia Áo |
| Năm                   | Số trận               | Bàn thắng             |
| --------------------- | --------------------- | --------------------- |
| 2012                  | 1                     | 0                     |
| 2013                  | 2                     | 0                     |
| 2014                  | 6                     | 2                     |
| 2015                  | 7                     | 1                     |
| 2016                  | 9                     | 1                     |
| 2017                  | 4                     | 1                     |
| 2018                  | 4                     | 0                     |
| 2019                  | 9                     | 2                     |
| 2020                  | 4                     | 1                     |
| 2021                  | 12                    | 2                     |
| 2022                  | 10                    | 2                     |
| 2023                  | 9                     | 5                     |
| 2024                  | 5                     | 1                     |
| Tổng cộng             | 82                    | 18                    |

### Bàn thắng quốc tế
Bàn thắng và kết quả của Áo được liệt kê trước.
| #   | Ngày                 | Địa điểm                                               | Đối thủ        | Bàn thắng | Kết quả | Giải đấu                      |
| --- | -------------------- | ------------------------------------------------------ | -------------- | --------- | ------- | ----------------------------- |
| 1.  | 30 tháng 5 năm 2014  | Tivoli-Neu, Innsbruck, Áo                              | Iceland        | 1–0       | 1–1     | Giao hữu                      |
| 2.  | 3 tháng 6 năm 2014   | Sân vận động Andrův, Olomouc, Cộng hòa Séc             | Cộng hòa Séc   | 1–0       | 2–1     | Giao hữu                      |
| 3.  | 9 tháng 10 năm 2015  | Sân vận động Podgorica City, Podgorica, Montenegro     | Montenegro     | 3–2       | 3–2     | Vòng loại UEFA Euro 2016      |
| 4.  | 9 tháng 10 năm 2016  | Sân vận động Sao Đỏ, Beograd, Serbia                   | Serbia         | 1–1       | 2–3     | Vòng loại FIFA World Cup 2018 |
| 5.  | 14 tháng 11 năm 2017 | Sân vận động Ernst Happel, Viên, Áo                    | Uruguay        | 1–0       | 2–1     | Giao hữu                      |
| 6.  | 6 tháng 9 năm 2019   | Sân vận động Wals-Siezenheim, Wals-Siezenheim, Áo      | Latvia         | 2–0       | 6–0     | Vòng loại UEFA Euro 2020      |
| 7.  | 10 tháng 10 năm 2019 | Sân vận động Ernst Happel, Viên, Áo                    | Israel         | 3–1       | 3–1     | Vòng loại UEFA Euro 2020      |
| 8.  | 4 tháng 9 năm 2020   | Sân vận động Ullevaal, Oslo, Na Uy                     | Na Uy          | 2–0       | 2–1     | UEFA Nations League 2020-21   |
| 9.  | 9 tháng 10 năm 2020  | Tórsvøllur, Tórshavn, Quần đảo Faroe                   | Quần đảo Faroe | 2–0       | 2–0     | Vòng loại FIFA World Cup 2022 |
| 10. | 12 tháng 11 năm 2020 | Sân vận động Wörthersee, Klagenfurt, Áo                | Israel         | 4–2       | 4–2     | Vòng loại FIFA World Cup 2022 |
| 11. | 24 tháng 3 năm 2022  | Sân vận động Cardiff City, Cardiff, Wales              | Wales          | 1–2       | 1–2     | Vòng loại FIFA World Cup 2022 |
| 12. | 3 tháng 6 năm 2022   | Gradski vrt, Osijek, Croatia                           | Croatia        | 3–0       | 3–0     | UEFA Nations League 2022–23   |
| 13. | 24 tháng 3 năm 2023  | Raiffeisen Arena, Linz, Áo                             | Azerbaijan     | 1–0       | 4–1     | Vòng loại UEFA Euro 2024      |
| 14. | 24 tháng 3 năm 2023  | Raiffeisen Arena, Linz, Áo                             | Azerbaijan     | 3–0       | 4–1     | Vòng loại UEFA Euro 2024      |
| 15. | 13 tháng 10 năm 2023 | Sân vận động Ernst Happel, Viên, Áo                    | Bỉ             | 2–3       | 2–3     | Vòng loại UEFA Euro 2024      |
| 16. | 16 tháng 10 năm 2023 | Sân vận động Cộng hòa Tofiq Bahramov, Baku, Azerbaijan | Azerbaijan     | 1–0       | 1–0     | Vòng loại UEFA Euro 2024      |
| 17. | 21 tháng 11 năm 2023 | Sân vận động Ernst Happel, Viên, Áo                    | Đức            | 1–0       | 2–0     | Giao hữu                      |
| 18. | 25 tháng 6 năm 2024  | Olympiastadion, Berlin, Đức                            | Hà Lan         | 3–2       | 3–2     | UEFA Euro 2024                |

## Danh hiệu
Red Bull Salzburg
- Austrian Bundesliga: 2014–15
- Austrian Cup: 2014–15

Bayern Munich
- Bundesliga: 2021–22, 2022–23
- DFL-Supercup: 2022

Manchester United
- EFL Cup: 2022–23